# Встреча с угрозой
«Встреча с угрозой» (англ. Encounter with Danger) — американская криминальная драма режиссёра Нилла Фернли 2009 года с Шеннен Доэрти в главной роли.
Премьера состоялась 19 июля 2009 года в Канаде.

## Сюжет
Молодая пара приезжает в небольшой город на конференцию: Джек в качестве участника, Лори — как сопровождающая. В первый же вечер он пропадает, а Лори дожидается его всю ночь. Утром девушка понимает, что случилось что-то серьёзное, и вызывается разобраться во всём самостоятельно. Но куда бы она не обращалась, везде получает отказ. Ситуация осложняется тем, что о муже никто не слышал, и ни в одной базе он не значится. На самом ли деле он приехал по командировке, и где находится, предстоит выяснить Лори.

## В ролях
- Шеннен Доэрти — Лори
- Марк Хамфри — Джек
- Себастьен Робертс — Картер
- Дэвид Найкл — Эллиот

## Интересные факты
- В основу фильма лёг оригинальный рассказ, написанный в соавторстве Питером Салливаном и Джеффри Шенком
- Съёмки картины проходили в Канаде
- Фильм рекомендован к просмотру лицам, достигшим 12 лет

## Мировой релиз
- Канада — 16 июля 2009 года
- США — 28 февраля 2010 года
- Франция — 4 октября 2010 года
- Греция — 14 марта 2012 года — премьера на DVD